# Alana Haim
Alana Mychal Haim (Los Angeles, 15 december 1991) is een Amerikaanse muzikante en actrice. Ze is pianiste, gitariste en zangeres van de Amerikaanse poprockband Haim. Met de film Licorice Pizza werd ze genomineerd voor een Golden Globe voor beste actrice in een komische of muzikale film.

## Levensloop
Alana Haim werd in 1991 in Los Angeles geboren. Samen met haar ouders Mordechai en Donna Haim en haar oudere zussen Danielle en Este stond ze al op jonge leeftijd op het podium als RockinHaim. Later richtte ze samen met haar zussen Danielle en Este de band Haim op. Aanvankelijk een insidertip, de band brak in 2013 door met het album Days Are Gone. Haim studeerde af aan de Los Angeles County High School for the Arts.
Haim kreeg haar eerste filmrol in de film Licorice Pizza van Paul Thomas Anderson, waarin zij en Cooper Hoffman, de zoon van Philip Seymour Hoffman, een jong stel spelen dat begin jaren zeventig in de San Fernando Valley woont. Andere acteurs die bij de film betrokken zijn, zijn Sean Penn, Bradley Cooper en Tom Waits.

## Filmografie
| Jaar | Titel          | Rol          |
| ---- | -------------- | ------------ |
| 2021 | Licorice Pizza | Alana Kane   |
| 2025 | The Mastermind | Terri Mooney |

## Prijzen en nominaties
| Jaar | Prijs                      | Categorie                                      | Werk           | Uitslag     |
| ---- | -------------------------- | ---------------------------------------------- | -------------- | ----------- |
| 2022 | Golden Globe Award         | Beste actrice in een komische of muzikale film | Licorice Pizza | Genomineerd |
| 2022 | British Academy Film Award | Beste vrouwelijke hoofdrol                     | Licorice Pizza | Genomineerd |
| 2022 | Critics Choice Award       | Beste vrouwelijke hoofdrol                     | Licorice Pizza | Genomineerd |
| 2022 | Satellite Award            | Beste actrice in een komisch of muzikale film  | Licorice Pizza | Gewonnen    |